# آزادراه ام۲۳

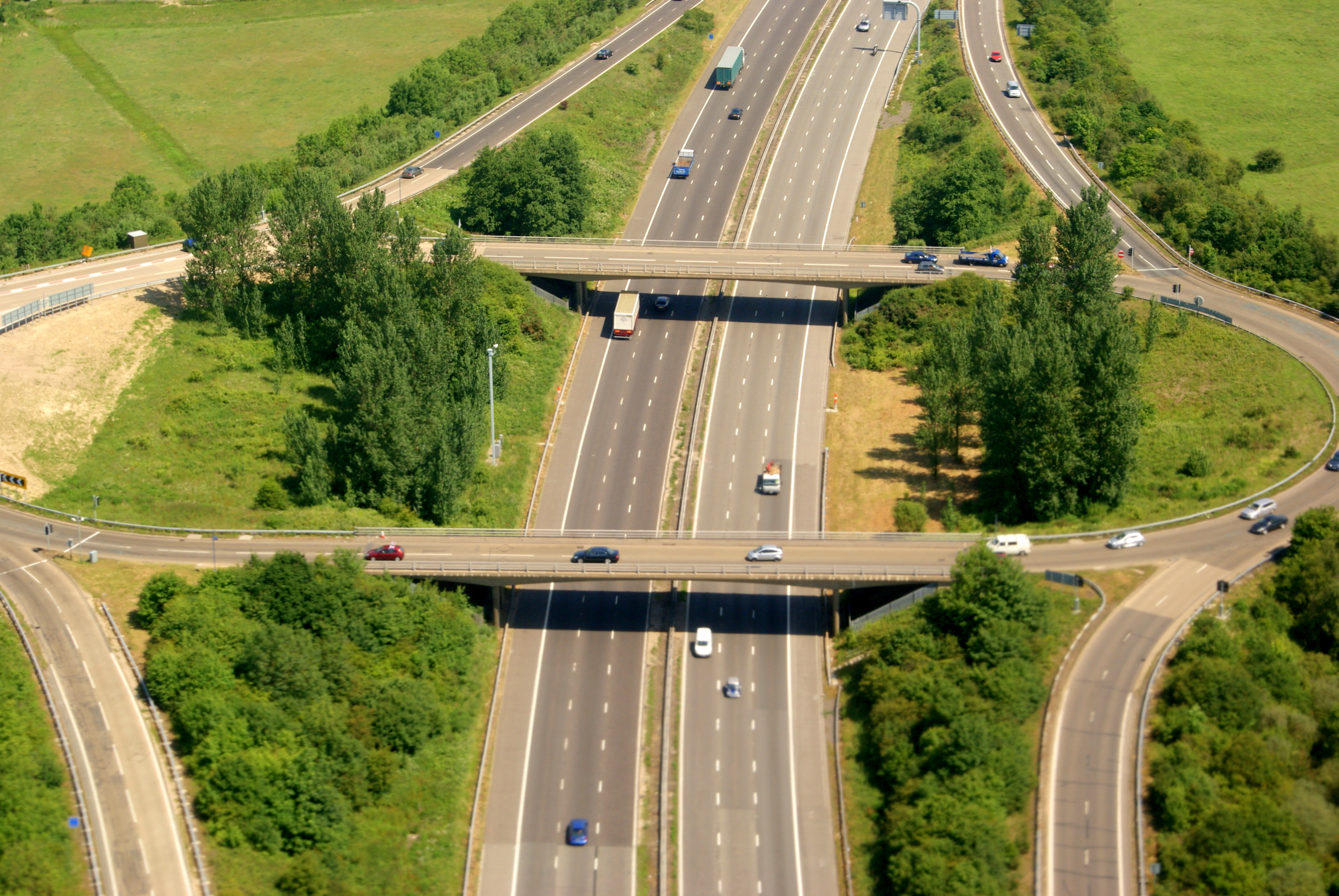
آزادراه ام۲۳

آزادراه‌ ام۲۳ (به انگلیسی: M23 motorway) یک آزادراه شمال به جنوب در کشور انگلستان است.
این آزادراه که از شهر مارلینگ گلن شروع میشود ۲۵.۶ کیلومتر (۱۵.۹ مایل) مسافت دارد و از شهرهای مهمی مانند کرویدون، ریگیت، فرودگاه گاتویک، کراولی عبور میکند.